# Компьенское перемирие (1940)
Второе компьенское перемирие (или Компьенское перемирие 1940 года) — перемирие, заключённое 22 июня 1940 года в Компьенском лесу между нацистской Германией и Францией и завершившее успешную кампанию немецких войск во Франции (май—июнь 1940 года). Результатом перемирия стало разделение Франции на оккупационную зону немецких войск и марионеточное государство, управляемое режимом Виши. Гитлер намеренно настоял на том, чтобы перемирие было заключено в Компьенском лесу, так как там было подписано Компьенское перемирие 1918 года между Германией и войсками стран Антанты, которое предусматривало окончание боевых действий Первой мировой войны на невыгодных для Германии условиях.

## История подписания
Немецкие войска 10 мая 1940 года начали вторжение в Бельгию, Нидерланды и Францию и в течение месяца разгромили французские войска и расположенные на континенте британские экспедиционные части. 14 июня был занят Париж, и правительство Франции переехало в Бордо. Мнения в правительстве разделились, одни политики предложили сопротивляться далее, даже если понадобится отступить вплоть до Севера Африки (где в те времена располагались французские территории), другие настаивали на выходе из войны с Германией. Премьер-министр Франции Поль Рейно отказался вести переговоры о мире и подал в отставку 16 июня, его сменил герой Первой мировой войны маршал Франции Анри Филипп Петен. Он сразу вступил в переговоры с Гитлером.
Местом подписания перемирия Гитлер избрал Компьенский лес, место недалеко от города Компьеня в департаменте Уаза. Это должно было символизировать исторический реванш над Францией, поскольку Компьенский лес был местом подписания унизительного перемирия между Германией и Антантой в 1918 году, которое завершило действия на Западном фронте Первой мировой войны и ознаменовало начало конца Германской империи. Решение о месте подписания перемирия Гитлер принял ещё 20 мая, когда до окончания боёв было далеко.
Специально для этого случая тот же железнодорожный вагон маршала Фоша, в котором происходило подписание соглашения в 1918 году, был доставлен из музея к месту подписания. Переговоры начались днём 21 июня. Гитлер, прибывший в Компьень вместе с несколькими высшими военными и гражданскими чинами Рейха, демонстративно покинул церемонию после оглашения преамбулы текста перемирия. Со стороны Германии во главе делегации остался начальник штаба Верховного главнокомандования Вильгельм Кейтель, со стороны Франции — генерал Шарль Хюнтцигер. Первоначально Хюнтцигер не имел полномочий на подписание перемирия, но с места ведения переговоров была установлена связь с правительством в Бордо.
Кейтель с самого начала заявил, что составленный немецким руководством текст не будет изменён. В ходе переговоров французская делегация и генерал Максим Вейган, который от имени правительства поддерживал связь из Бордо, возражали против отдельных условий (например, против требования выдать Германии её граждан, которые бежали во Францию из-за политики нацистов). Вечером 22 июня, в 18:30, Кейтель потребовал в течение часа подписать или отклонить текст перемирия, в 18:50 Хюнтцигер поставил подпись.
Вечером 24 июня в Риме было подписано перемирие с Италией.

## Условия
Перемирие предусматривало создание оккупационной зоны немецких войск на территории примерно в 60 % от общей территории Франции, которая покрывала север и запад страны, включая Париж и всё атлантическое побережье (статьи II и III), тогда как юго-восток оставался свободен. Французская армия должна была разоружиться и передать тяжёлое вооружение немецким войскам (статьи IV—VI); предусматривалось сохранение минимальных соединений для поддержания порядка, численность которых должны были определить Германия и Италия. Французский военный флот должен был быть демобилизован и помещён в порты под наблюдение оккупационных сил. Со своей стороны немцы обязались не использовать его в военных целях (статья VIII). Торговые суда должны были находиться в портах до особого разрешения (статья XI). На Францию также возлагалась обязанность содержать немецкие войска на своей территории (статья XVIII).
Франция передавала Рейху всех немецких военнопленных, в то время как французские солдаты должны были оставаться в лагерях для военнопленных до окончания боевых действий в Западной Европе (статьи XIX—XX). Из около полутора миллионов французских военнопленных около миллиона оставались в лагерях до 1945 года. Кроме этого, Франция обязывалась выдать Рейху находящихся на её территории граждан Германии, которых укажет немецкое командование (статья XIX; речь идёт в первую очередь о гражданах Германии, бежавших во Францию по политическим мотивам).
Заключительная статья XXIV гласила, что перемирие будет сохранять силу до заключения мирного договора. В реальности такой договор никогда не был заключён.